# Бонифаций (мисионер)
 Тази статия е за християнския мисионер Бонифаций.  За други значения вижте Бонифаций.  
Свети Бонифаций е християнски мисионер и църковен реформатор от англосаксонски произход. Често е наричан Апостол на Германия за неговата роля за християнизацията на тази страна. Той е светецът-закрилник на Германия и Холандия. Обявен е за мъченик на християнската вяра и е канонизиран за светец.

## Биографични данни
Бонифаций е роден под името Уинфрид в знатно благородническо семейство от Уесекс (графство Ексътър). Още на седем годишна възраст става възпитаник на манастира Нътшелинг и под опеката на абата Уинбърт бива обучаван в цялото знание на своето време.
През 716 г. получава първото си мисионерско назначение във Фризия. Работата му е оценена високо и той е посочен за абат на Нърслинг. През 719 г. получава името Бонифаций и е официално упълномощен от папа Григорий II да замине като мисионер в Германия. След тригодишна изпълнена с опасности дейност в Тюрингия и Фризия, той отпътува за Хесен и основава в Амонебург край Марбург първия от много мъжки и женски манастири. Ръкоположен е за епископ в Рим и поема епархия Майнц.
Бонифаций продължава усърдната си мисионерска дейност. Край Гайсмар премахва езическо светилище, собственоръчно отсичайки свещен дъб, посветен на германския бог Донар (Тор). Често постиженията му се рушат зад гърба му и той използва това за постигане на основната цел на църквата – обединяване и подчиняване на папата на разпръснатите църкви в Германия. Този процес започва след ръкополагането му за архиепископ и координатор на всички мисионерски области в Германия – 732 г. В своята дейност Бонифаций се сблъсква не толкова с езичниците, колкото с добилото светски нрави духовенство.
По време на третото си посещение в Рим Апостола на Германия бива назначен за папски легат с основна задача създаване на епархии и назначаване на епископи. Воюващият с езичническите саксонски племена Карл Мартел е заинтригуван от работата му и я улеснява със специален кралски пропуск. Загрижеността на владетеля е неслучайна – той радее за разширяване на властта на църквата, което е узаконено на събора Concilium Germanicum от 21 март 742 г. При следващия крал Пипин Къси този съюз между държава и църква постига максимална ефективност и мисионерите като Бонифаций стават ненужни. Но Апостола на Германия не бездейства. Почти осемдесетгодишен той отново се връща към опростеното слово на проповедта и продължава да покръства езичници във Фризия.
На 5 юни 754 г. по време на миропомазване в Докум е съсечен от езичник-фанатик. Според Lex Frisionum жителите на Фризия имат пълното право да накажат със смърт всеки, който разрушава техните светилища. Погребан е в Утрехт, но по-късно мощите му са пренесени във Фулда. Обявен е за мъченик на християнската вяра и е канонизиран за светец. На тази дата Римокатолическата и Протестантската църква го почитат ежегодно. Светецът е почитан и от Източноправославната църква.
Св. Бонифаций е покровител на занаятите в Германия и Холандия, като е тачен особено от пивовари и шивачи.

## Творчество
Бонифаций е автор на първата Латинска граматика, написана на английски език. Под влияние на Алделм Бонифаций съчинява трактати по граматика и метрика, както и няколко стихотворения.